# Cassephyra bicincta
Cassephyra bicincta là một loài bướm đêm trong họ Geometridae.